# Campanha de Raqqa (2016–2017)
A Campanha de Raqqa (com o nome de código "Operação Raiva do Eufrates") foi uma operação militar lançada pelas Forças Democráticas Sírias (FDS) e milícias aliadas contra o Estado Islâmico do Iraque e da Síria (EI) na província de Raqqa, com o objetivo de isolar e, por fim, capturar a cidade de Raqqa, a capital do auto-proclamado do Estado Islâmico em território sírio. O FDS, durante esta operação, completou diversos objetivos como a captura da Barragem de Taqba, a cidade vizinha de Al-Thawrah, bem como, a Barragem Baath.
Em outubro de 2017, após mais de um ano de ofensivas, a cidade de Raqqa e as regiões vizinhas foram tomadas pelas forças curdas, que colocaram em fuga os militantes do Estado Islâmico na região.

## Anúncio
As FDS anunciaram oficialmente o início desta operação a 6 de novembro na localidade de Ayn Issa. A intenção era proceder em duas fases, a primeira consistindo em territórios em redor de Raqqa e isolar a cidade, avançar em três frentes, e, por fim, capturar a cidade. As FDS apelaram à Coligação internacional contra o ISIS para apoiar esta operação, tendo Ash Carter, ligado ao departamento de defesa dos EUA, apoiado esta declaração.

## Ofensiva

### Fase 1: Isolar Raqqa dos territórios a norte
A 6 de novembro, as FDS capturam seis pequenas localidades, incluindo Wahid, Umm Safa, Haran, al-Adriyah e Jurah, a sul e sudeste de Ayn Issa. O Estado Islâmico fez explodir quatro carros-bomba no primeiro dia da ofensiva.
A 8 de novembro, as FDS afirmaram terem capturado de 11 localidades próximas de Ayn Issa. As FDS também afirmou que o ISIS usou diversos carros-bombas contras as suas posições. A 11 de novembro, as FDS continuou com o seu avanço, capturando diversas localidades, incluindo a cidade estratégica de Al-Hisbah, que tinha servido como o centro de comando local do ISIS. No dia seguinte, as FDS continuaram a avançar na área de Tal Saman e Khnez, elevando o número de localidades capturadas para 26.
No dia 14 de novembro, as FDS anunciaram como concluída a fase inicial das suas operações, afirmando que 500 quilómetros quadrados foram capturados: 34 vilas e cidades, 31 aldeias e 7 montanhas estratégicas, bem como 167 combatentes do EI mortos. As FDS também começaram a cerca Tal-Saman, a maior localidade e o centro das operações do ISIS, a norte de Raqqa, enquanto que, o Estado Islâmico lançaram um contra-ataque próximo de Salok, na zona leste da província de Raqqa, para forçar uma nova frente por parte das FDS. No dia seguinte, as FDS conseguiram avançar em Tal-Saman, e após duros combates, a 19 de novembro, Tal-Saman foi, totalmente, capturada, com o Estado Islâmico a ser expulso da zona e, assim, concluía-se a primeira fase da ofensiva.

#### Impasse e preparação para Fase 2
A segunda fase da ofensiva tinha como objetivo impor um total bloqueio sobre a cidade de Raqqa.
A 21 de novembro as FDS a capturarem pequenas localidades ao EI, embora não tenho conseguido quebrar as defesas do Estado Islâmico. Durante estes combates, um soldado americano faleceu, após ter pisado num explosivo improvisado, em Ayn Issa.
A 25 de novembro, o ISIS recebeu reforços vindos do Iraque, e, entre estes, estavam especialistas em explosivos e desertores do Exército do Iraque. No dia seguinte, o EI iniciou um contra-ataque, conseguindo recuperar, parcialmente, a localidade de Qaltah e uma estação de tratamento de água, enquanto, as FDS tentavam avançar numa localidade vizinha. Boubaker Al-Hakim, comandante do ISIS que esteve envolvido no massacre do Charlie Hebdo, foi declarado morto após um ataque aéreo dos Estados Unidos, a 26 de novembro, embora o Exército iraquiano declarou, a abril de 2017, que ele possa estar vivo.
A 27 de novembro, as FDS anunciaram que a segunda fase estava prestes a começar, embora o início tenha sido adiado. Pelo menos, 5 membros das FDS foram mortos após combates com o EI a norte de Raqqa a 29 de novembro.
A 4 de dezembro, um ataque de um drone da coligação internacional em Raqqa matou dois membros do ISIS ligados aos ataques de novembro de 2015 em Paris e outro membro ligado a uma falhada tentativa de um ataque suicida em Bruxelas.
Três dias mais tarde, Salih Muslim, líder do Partido da União Democrática (PYD) disse que a primeira fase para cercar Raqqa estava praticamente terminada, enquanto, uma nova brigada árabe, composta por mais de 1,000 membros da zona de Raqqa, se tinham juntada às FDS como parte da segunda fase da ofensiva que iria ser iniciada a 10 de dezembro. Mais 1,500 combatentes, treinados e armados pela coligação internacional antiISIS, juntaram às FDS, para fazer parte da segunda fase da ofensiva.

### Fase 2: Isolar Raqqa dos territórios a ocidente

#### Avanços iniciais
As FDS lançaram a segunda fase em 10 de dezembro, com o objetivo de capturar o campo noroeste e ocidental de Raqqa e, finalmente, alcançar e proteger a barragem de Tabqa. No mesmo dia, foi anunciado que os grupos Árabes  das FDS, constituídos pelas Forças Elite, Jabhat Thuwar al-Raqqa e o recém-formado Conselho Militar de Deir Ezzor, participariam. Durante o primeiro dia, as FDS começaram a avançar para o sul da barragem de Tishrin e capturou a aldeia de al-Kiradi. Os Estados Unidos anunciaram que enviaria mais 200 soldados para ajudar as FDS. No dia seguinte, as FDS capturaram mais seis aldeias do ISIL. Em 12 de dezembro, as FDS capturaram quatro aldeias, bem como muitas aldeias ao sul da barragem de Tishrin. As FDS capturaram cinco aldeias nos próximos dois dias. Em 15 de dezembro, as FDS capturaram três aldeias, levando o número total de aldeias capturadas por elas na segunda fase para 20.
Durante os próximos quatro dias, as FDS capturaram mais 20 aldeias e, finalmente, chegou ao Lago Assad, cortando e sitiando 54 aldeias mantidas no oeste. Em resposta a essas perdas territoriais, o ISIL começou a realizar mais ataques suicidas contra as FDS, bem como alvos civis dentro de áreas controladas pelas FDS, na tentativa de impedir a ofensiva. Em 19 de dezembro, o ISIL lançou um contra-ataque para recuperar quatro aldeias no campo do noroeste, mas o ataque foi repelido após algumas horas. Na noite seguinte, as forças do ISIL recuaram em grande parte sem oposição das 54 aldeias sitiadas, deixando-as a serem capturadas pelo FDS. As FDS declararam que haviam capturado 97 aldeias em geral durante a segunda fase e começaram a avançar contra Qal'at Ja'bar.

#### Batalha de Jabar
Em 21 de dezembro, as FDS capturaram cinco aldeias perto de Qal'at Ja'bar, incluindo Jabar, que serviam como o principal centro de armazenamento e fornecimento de armas para ISIL na região noroeste do país. A coligação então começou a se mover para Suwaydiya Saghirah e Suwaydiya Kabir, as últimas aldeias antes da Barragem de Tabqa. Mesmo que um contra-ataque de ISIL conseguisse retomar a aldeia de Jabar logo depois, as FDS atacaram novamente em 23 de dezembro, e mais uma vez assumiram o controlo, enquanto também capturava outra aldeia. Isso levou ISIL a lançar ainda outro contra-ataque no final daquele dia, que foi acompanhado por vários carros-bomba suicidas. Como resultado, ocorreram fortes confrontos entre eles e combatentes das FDS em várias aldeias ao longo da linha de frente que duraram até o início da manhã de 24 de dezembro. As forças do ISIL foram eventualmente obrigadas a retirar-se depois que as FDS primeiro bombardeou e depois invadiram suas posições, após o que o último assumiu o controlo da maioria de Jabar, bem como mais duas aldeias, embora alguns resistentes de ISIL tenham persistido em Jabar.
ISIL foi expulso para fora da vila vizinha e estratégica de Jabar do Leste no dia seguinte, trazendo as FDS a 5 km da Barragem de Tabqa, e até 26 de dezembro, as FDS finalmente garantiram totalmente a principal aldeia de Jabar, com os últimos defensores do ISIL a serem expulsos após grandes combates. Um contra-ataque do ISIL na aldeia mais tarde naquele dia falhou, com um ataque aéreo americano matando Abu Jandal al-Kuwaiti enquanto este liderava o assalto. Al-Kuwaiti, também conhecido como Abdulmuhsin al-Zaghelan al-Tarish, era um comandante ISIL de alto escalão que liderava a defesa de toda a região de Raqqa contra as FDS. Enquanto isso, a Agência de Notícias Amaq declarou que Iman Na'im Tandil (nome de guerra: Abu 'Umar Al-Hindi), um dos poucos combatentes do ISIL indianos ativos na Síria, também havia sido morto durante a luta perto de Jabar. A filial oficial da mídia do Estado islâmico também pagou oficialmente tributo a Iman.

##### Batalha pelos territórios em redor de Jabar

###### Primeira semana
Em 27 de dezembro, o ISIL lançou um ataque sobre a aldeia de Secol, na zona norte da província, tendo quebrado as defesas locais das FDS. No dia seguinte, as FDS teria capturado a aldeia de Hadaj após dois dias de fortes combates, enquanto outro contra-ataque do ISIL contra Jabar foi repelido. Mahmud al-Isawi, gerente sénior de finanças da ISIL para líderes do grupo que também trabalhou em propaganda e colecta de informações, foi morto em 31 de dezembro em um ataque aéreo de coligação liderado pelos EUA em Raqqa. Depois de três dias de duros combates, as FDS capturaram a maioria de Mahmudli, a maior cidade do subdistrito de Al-Jarniyah, em 1 de janeiro de 2017. O ISIL contra-atacou mais tarde na tentativa de recuperar a cidade. A liderança das FDS disse que, nos confrontos desde o lançamento da segunda fase, eles haviam capturado 110 aldeias, mataram 277 combatentes do ISIL e capturaram 13.
Além disso, em 1 de janeiro de 2017, as FDS retomaram a sua ofensiva na frente do norte, avançando a 6 km ao sul de Tell Saman contra posições do ISIL. As FDS capturaram mais nove novas aldeias nesta área nos próximos três dias. Enquanto isso, com as FDS mais perto de Raqqa, o ISIL restringiu ainda mais o acesso à Internet e aumentou a vigilância dos usuários da Internet em Raqqa. Houve punições severas para aceder a sites antiISIL, com uma nova unidade especial dentro do escritório de segurança do ISIL procurando por infractores. Vários activistas on-line em Raqqa foram capturados e torturados ou executados.

###### Segunda semana
Outras duas aldeias foram capturadas pelas FDS em 5 de janeiro de 2017.
As FDS capturaram Qal'at Ja'bar (castelo de Ja'bar) ao ISIL em 6 de janeiro. No mesmo dia, o ISIL deslocou seus 150 prisioneiros da cidade de Tabqa devido à ofensiva. As FDS capturaram mais tarde treze localidades na frente de Ayn Issa. Em 7 de janeiro, as FDS capturaram cinco aldeias, incluindo as localidades estratégicas de Suwaydiya Gharbi e Suwaydiya Saghirah, chegando aos arredores da barragem de Tabqa. O ISIL recapturou Suwaydiya Saghirah no dia seguinte após um contra-ataque, enquanto um líder local do grupo foi morto em confrontos. Enquanto isso, ISIL teria retirado 150 de seus combatentes para a cidade de Raqqa.
Em 8 de janeiro de 2017, forças especiais dos EUA atacaram a aldeia de Al-Kubar, entre Raqqa e Deir ez-Zor, matando pelo menos 25 militantes do ISIL na operação de duas horas. Acredita-se que o objetivo dos EUA pode ter sido o resgate de reféns de uma prisão secreta ISIL na aldeia. Após a invasão, as forças do ISIL cortaram o acesso à aldeia.
Em 9 de janeiro, as FDS capturaram outra localidade, juntamente com três aldeias.

###### Terceira semana
Em 10 de janeiro, o ISIL lançou um contra-ataque em larga escala na linha de frente de Jabar e, segundo notícias, recapturou vários pontos; com fontes pró-Exército Livre da Síria reivindicando Qal'at Ja'bar e a aldeia de Jabar estavam entre estes pontos recapturados. O ISIL, consequentemente, lançou fotos de combatentes das FDS mortos, enquanto afirmou que mais de 70 deles haviam sido mortos no contra-ataque. No entanto, fontes afirmaram que as FDS ainda estavam a controlar a aldeia de Jabar e Qalat Jabar alguns dias depois.
Um ataque do ISIL na aldeia de Jib Shair, tentando resistir aos avanços das FDS vindos do norte, foi repelido no dia seguinte, após o que as FDS avançaram e capturaram seis aldeias ao redor. As FDS anunciaram mais tarde que suas forças estavam avançando da frente de Ayn Issa e na frente de Qadiriya, e que estas frentes se ligaram na aldeia de Kurmanju, após capturar várias aldeias nos últimos dias, sitiando uma grande área de cerca de 65 localidades. Todas as localidades foram capturadas no dia seguinte, resultando na captura, por parte das forças antiISIL, de 460 quilómetros quadrados de território. Outra aldeia foi capturada pelas FDS em 13 de janeiro. Em 15 de janeiro, as FDS avançaram sobre a aldeia de Suwaydiya Kabir, enquanto o ISIL lançou um contra-ataque em grande escala contra Mahmudli e uma vila próxima, resultando em confrontos dentro dessas localidades. O ataque foi repelido após várias horas de combate. As FDS capturaram três aldeias durante o dia, enquanto Suwaydiya Saghirah também foi reportado estar novamente sob o controlo das FDS.

###### Quarta semana
Em 17 de janeiro de 2017, 28 tribos árabes de Raqqa anunciaram seu apoio à ofensiva e incentivaram os locais a se juntarem às FDS.
As FDS atacaram Suwaydiya Kabir no dia seguinte, levando a grandes confrontos na aldeia. Enquanto isso, foi anunciado que cerca de 2.500 combatentes locais se juntaram à ofensiva desde que começou. Em 19 de janeiro, o ISIL lançou um contra-ataque contra Suwaydiya Saghirah, apoiado por morteiros e metralhadoras pesadas, matando e ferindo vários lutadores das Unidades de Proteção Popular. Apesar disso, as FDS realizaram novos progressos no próximo dia, capturando uma aldeia e avançando contra muitas outras aldeias mantidas por ISIL. As FDS voltaram a atacar Suwaydiya Kabir no dia 20 de janeiro, atingindo os arredores da aldeia e capturando-a em 22 de janeiro após grandes confrontos, com o apoio de forças especiais dos Estados Unidos.

#### Ataque à Barragem de Taqba e mais avanço das FDS a norte
No final de janeiro de 2017, foi relatado que vários militantes do ISIL estavam escondidos dentro da estrutura da barragem de Tabqa, incluindo líderes militantes seniores que costumavam ser "prisioneiros muito importantes" desejados pelos EUA e vários outros países, a fim de dissuadir um possível ataque aéreo da coligação liderada pelos EUA sobre eles.
Em 23 de janeiro, as FDS começaram a avançar na barragem de Tabqa, estimulando o ISIL a abrir suas turbinas para elevar os níveis de água do rio Eufrates. Isso foi visto como uma tentativa de dificultar o progresso das forças lideradas pelos curdos e uma tática de medo, e fez com que o nível da água do Eufrates subisse ao seu nível mais alto em 20 anos, levando a inundações recordadas a jusante. Coincidindo com isso, as fontes pró-FDS informaram que as forças especiais dos EUA e as unidades das FDS lançaram uma invasão contra Al-Thawrah do outro lado do rio. Até 24 de janeiro, as FDS conseguiram capturar partes da cidade, e eles começaram a trabalhar em direção às salas de controle da barragem de Tabqa, na parte sul da barragem, na tentativa de parar a saída maciça de água liberada pelo ISIL. No entanto, a entrada das salas de controle da barragem foi muito bem defendida, e com a contínua ameaça de inundações desastrosas a jusante, as FDS e as forças dos EUA retiraram-se da barragem de Tabqa e da cidade de Al-Thawrah, após o que a ISIL fechou as turbinas da barragem novamente.
Durante os próximos três dias, o ISIL repetidamente lançou contra-ataques ferozes contra posições das FDS na zona ocidental e a norte. O ISIL conseguiu retomar o solo na área ao redor da barragem, mas o ataque foi posteriormente repelido.

#### Preparação para Fase 3
Em 31 de janeiro de 2017, as FDS receberam uma série de carros blindados fornecidos pelos EUA. O porta-voz das FDS afirmou que os preparativos para uma nova fase da operação continuavam e a operação começaria em "alguns dias". Enquanto isso, o líder da força pró-FDS do Movimento do Amanhã da Síria e sua ala paramilitar, Ahmad Jarba, anunciaram que 3.000 combatentes árabes sob seu comando treinavam com forças especiais dos EUA para combater na batalha por Raqqa contra o ISIL.
Na noite de 2 a 3 de fevereiro, intensos ataques aéreos da CJTF-OIR visaram várias pontes na cidade de Raqqa ou perto dela, destruindo-as, bem como os tubos de água locais, deixando a cidade sem beber água. Enquanto isso, as FDS avançaram contra a aldeia de Qaltah, localizada a norte, que a coligação já havia atacado sem sucesso em novembro. As equipas de manutenção de ISIL conseguiram consertar os tubos durante 3 de fevereiro, restaurando o abastecimento de água de Raqqa. Em 3 de fevereiro, 251 combatentes árabes em Hasaka completaram o seu treino e se juntaram às FDS.

### Fase 3: Isolar Raqqa dos territórios a leste

#### Avançar a sul
Em 4 de fevereiro, as FDS anunciaram a terceira fase da ofensiva, visando capturar a zona oriental de Raqqa e separar a cidade de Raqqa das forças do ISIL em Deir ez-Zor, embora as operações no oeste e no norte continuem simultaneamente. As FDS capturaram uma aldeia e três aldeias ao nordeste de Raqqa mais tarde naquele dia, com confrontos em al-Qaltah e Bir Said, enquanto 750 árabes completaram o treinamento e se juntaram às FDS. No dia seguinte, as forças lideradas pelos curdos capturaram mais duas aldeias, juntamente com uma aldeia e duas fazendas, e sitiaram Bir Said, enquanto ataques aéreos particularmente intensos atingiram vários alvos do ISIL em Al-Thawrah. Bir Said, juntamente com outra aldeia, foi finalmente capturada pelas FDS em 6 de fevereiro. Além dessas aldeias, as FDS também capturaram outras cinco aldeias em duas frentes. As FDS fez mais progressos, capturando mais três aldeias em 7 de fevereiro. No início de fevereiro de 2017, os ataques aéreos da coligação liderados pelos EUA destruíram grande parte da estrada Deir ez-Zor-Raqqa, praticamente destruindo a ligação, com as FDS patrulhando outras áreas com campos de minas, para evitar que o ISIL se reforçasse na cidade de Raqqa. Neste ponto, quase todas as cinco pontes que levaram a Raqqa foram destruídas pela coligação liderada pelos EUA ou pelo ISIL, com as únicas excepções a ser a Barragem de Tabqa e a Barragem Baath, ambos a oeste da cidade de Raqqa.
À medida que esses avanços continuaram, o ISIL respondeu lançando vários contra-ataques infrutíferos contra Suwaydiya Kabir e outros territórios estratégicos capturados pelas FDS. Nos dias 8 e 9 de fevereiro, as FDS avançaram na linha de frente do norte e nordeste, capturando várias aldeias e sitiando Mizella, uma importante fortaleza estratégica do ISIL a norte. O avanço colocou as FDS a 11 quilómetros de Raqqa. As FDS capturaram Mizella no dia seguinte. As duas frentes da aliança convergiram em 11 de fevereiro, após também capturaram duas aldeias e silos de trigo a norte de Raqqa durante o dia; no dia seguinte, as FDS tentaram atravessar o rio Balikh a nordeste de Raqqa, levando a fortes combates com os militantes do ISIL locais. Em 12 de fevereiro, um contra-ataque em larga escala do ISIL teria conseguido retomar Suwaydiya Kabir e outras quatro aldeias próximas. No entanto, fontes pró-YPG negaram esses relatos. Outro contra-ataque foi realizado pelo ISIL a nordeste de Raqqa, onde as FDS haviam avançado, levando a fortes confrontos entre os dois lados. Os confrontos continuaram nos próximos dias. Em 16 de fevereiro, mais 165 combatentes das FDS completaram o seu treino e se juntaram à ofensiva.

#### Captura da zona rural a leste
Em 17 de fevereiro de 2017, as FDS anunciaram o lançamento da segunda etapa da terceira fase, destinada a capturar a zona leste de Raqqa, perto de Deir ez-Zor, com o Conselho Militar de Deir Ezzor liderando a operação. No mesmo dia, as FDS capturaram duas aldeias ao ISIL a norte de Deir ez-Zor e chegou a 6 quilómetros do nordeste de Raqqa, enquanto a Força Aérea russa realizou ataques aéreos contra forças do ISIL na cidade de Raqqa pela segunda vez desde a sua entrada na guerra. No dia seguinte, as FDS capturaram outra aldeia ao sudoeste da frente de Makman (norte de Deir ez-Zor), bem como outra perto de Raqqa. Em 18 de fevereiro, as FDS invadiram uma prisão a poucos quilómetros a nordeste de Raqqa, libertando alguns dos prisioneiros. Mais tarde capturaram três aldeias a norte de Deir ez-Zor. No dia seguinte, as FDS capturaram cinco aldeias a leste de Raqqa. Em 20 de fevereiro, eles capturaram quatro aldeias na frente de Makmen, incluindo a aldeia estratégica de Sebah al-Xêr, bem como uma estação de base da Syriatel, cortando a estrada entre Makman e Raqqa e sitiando três aldeias do ISIL. Além disso, as FDS assumiu o controlo de uma ponte significativa sobre o rio Balikh na frente ocidental.
Em 21 de fevereiro, as FDS capturaram duas aldeias na frente de Makman e outra perto de Raqqa. O ISIL mais tarde atacou novamente Suwaydiya Kabir, atacando de três frentes, levando a um forte combate em redor. As FDS continuaram a avançar na zona oriental de Raqqa em 22 de fevereiro, capturando três aldeias e unindo as duas frentes em Makman e Bir Hebe. Um comandante do YPJ declarou que as FDS haviam cortado a estrada para Raqqa e Deir ez-Zor. As FDS afirmou que entrou pela primeira vez na província Deir ez-Zor na ofensiva. No dia seguinte, eles capturaram cerca de 20 localidades.

#### Abertura de uma nova frente
Em 24 de fevereiro, as FDS capturaram quatro aldeias na frente de Makman e outras três em uma quarta frente a nordeste de Deir ez-Zor. Eles capturaram a aldeia estratégica de Abu Khashab mais tarde naquele dia. Em 25 de fevereiro, eles capturaram outras três aldeias na quarta frente.
Em 26 de fevereiro, um ataque aéreo americano perto da barragem de Tabqa destruiu uma antiga instalação governamental que estava sendo usada como sede pelo ISIL. A vizinhança do ataque aéreo à estrutura da barragem levou a temer que a barragem possa ser potencialmente desestabilizada ou destruída durante os combates. Mais tarde naquele dia, foi relatado que as FDS haviam capturado a aldeia de Al-Kubar, na margem norte do Eufrates, na província de Deir ez-Zor, apertando ainda mais o cerco de Raqqa. Em 28 de fevereiro, foi relatado que a coligação liderada pelos EUA havia destruído completamente a Base Aérea de Tabqa em um ataque aéreo.
Em 27 de fevereiro, o plano que o Pentágono enviou ao presidente dos EUA, Donald Trump, para acelerar significativamente a luta contra o ISIL, incluiu um aumento significativo na participação dos EUA na campanha de Raqqa, com a possibilidade de os EUA aumentar a sua presença no terreno na frente de Raqqa para 4.000 -5,000 soldados.

#### Avanço sobre a estrada Raqqa - Deir Ezzor
A ofensiva retomou em 5 de março, com as FDS capturando pelo menos sete aldeias e 15 aldeias ao nordeste do rio Eufrates, a leste de Raqqa. A ofensiva já havia sido interrompida devido ao mau tempo, de acordo com as FDS. A área capturada pelas FDS naquele dia era de cerca de 19 quilómetros quadrados, e cerca de 32 militantes do ISIL foram mortos nos confrontos. Depois de novos avanços em 6 de março, as FDS cortaram a estrada entre Raqqa e Deir ez-Zor, que era a última estrada fora da cidade, e chegou ao rio Eufrates. AS FDS capturaram seis aldeias, a Base Militar de Al-Kubar (uma antiga instalação nuclear) e a Ponte Zalabiye, durante o dia. Em 8 de março, as FDS assumiram o controle da colina estratégica do Menxer Ocidental, na zona rural oriental, enquanto elementos da 11ª Unidade Expedicionário dos Marines dos EUA foram colocados no norte da Síria, trazendo consigo uma bateria de artilharia de Howers M777 para apoiar o assalto sobre Raqqa. Enquanto isso, cerca de 150 militantes do ISIL de Hama e Deir-ez Zor conseguiram reforçar Raqqa, atravessando o Eufrates, apesar do cerco parcial que havia sido imposto pelas FDS na cidade.
Em 9 de março, as FDS capturaram a colina estratégica Menxer Oriental e capturaram três aldeias em duas frentes diferentes. Duas aldeias, incluindo Kubar, foram capturadas na frente do extremo leste de Raqqa e uma perto de Raqqa. 244 combatentes árabes da zona de Raqqa também se juntaram às FDS durante o dia, para a protecção das pessoas na região. No dia seguinte, as FDS, que avançavam na frente de Abu Khashab, capturaram três aldeias, incluindo duas perto de Kubar. Em 12 de março, as FDS capturaram a aldeia de Khas Ujayl, no sudeste de Raqqa, na frente de Abu Khashab, enquanto o ISIL continuou a lançar contra-ataques repetidos na área, na tentativa de travar os avanços das FDS. Enquanto isso, 230 combatentes do ISIL entraram em Raqqa para reforçar a cidade.
Em 14 de março, as FDS capturaram a aldeia de Khass Hibal, bem como os silos de grãos em Al-Kulayb, ao longo da estrada Raqqa-Deir Ezzor. Uma porta-voz das FDS afirmou que Raqqa tinha sido isolada. O avanço das FDS colocou-os no controlo da região terrestre utilizada pelo ISIL para se conectar aos seus territórios no leste, que se estende de Al-Kubar à margem norte do Eufrates e medindo 30 quilómetros. As FDS capturaram os silos de Hamad Asaf e a aldeia de Al Kulayb no dia seguinte. Hamad Assaf também foi capturada. Em 17 de março, um comandante das YPG declarou que as FDS planeavam atacar a cidade de Raqqa em abril de 2017 e que as YPG estariam participando no ataque, apesar da forte oposição da Turquia. No entanto, o porta-voz do Pentágono, Jeff Davis, negou que qualquer decisão sobre quando e como um assalto contra a cidade de Raqqa será realizado. Enquanto isso, os confrontos continuaram ocorrendo em torno de Khas Ujayl.
Fortes confrontos tiveram lugar na cidade de al-Karama, a leste de Raqqa, em 19 de março. No dia seguinte, as FDS capturaram al-Karama, juntamente com a aldeia de Jarqa, bem como uma estação de comboios e uma estação de bombeamento de água nas proximidades. Em 21 de março, foi relatado novamente que as FDS haviam capturado Hamad Assaf na zona oriental da frente de Abu Khashab. Outra aldeia foi capturada em 22 de março na frente de Abu Khashab. Enquanto isso, o Observatório Sírio para os Direitos Humanos (SOHR) e Raqqa Is Being Slaughtered Silently (RIBSS) afirmaram que os ataques aéreos da coligação atingiram uma escola que estava a ser usada como abrigo para pessoas deslocadas em uma aldeia a oeste de Raqqa em 20 de março. O SOHR afirmou que 33 civis foram mortos nos ataques aéreos, enquanto o RIBSS declarou que desconhecia o que aconteceu com 50 famílias que estavam lá. As FDS continuaram a avançar na zona oriental de Raqqa em 23 de março, capturando mais duas aldeias na frente de Abu Khashab, permitindo-lhes capturar uma pequena zona controlada pelo ISIL. Em 24 de março, as FDS assumiram o controlo de mais duas aldeias na zona oriental de Raqqa.

### Fase 4: Ofensiva sobre o norte e os arredores da cidade de Raqqa; Assalto à cidade de Taqba
Em 13 de abril, as FDS anunciaram o lançamento da quarta fase da campanha. A nova fase envolverá a captura de toda a área directamente a norte da cidade de Raqqa, incluindo o vale de Jalab, além de fortalecer ainda mais o cerco da cidade de Raqqa. Os avanços podem envolver a captura da zona a sul de Raqqa, já que as FDS afirmaram que eles planearam isolar completamente a cidade antes de lançar um ataque sobre ela. Um plano para atacar a própria cidade de Raqqa também foi programado para abril de 2017, mas foi adiado devido à Batalha de Tabqa. As FDS teriam capturado uma aldeia na zona a norte de Raqqa no mesmo dia.
O SOHR declarou no início de 15 de abril que as FDS avançaram até a ponta de Tabqa e estavam a menos de 100 metros da cidade. Mais tarde, as FDS capturaram a aldeia de Ayad al-Saghir, perto de Tabqa, e invadiu a própria cidade, capturando o subúrbio de Alexandria e trazendo cerca de 15% da cidade sob seu controlo. Eles também capturaram a aldeia de Mushayrifah perto de Tabqa, matando 27 combatentes do ISIL.
Em 17 de abril, as FDS capturaram três aldeias na zona a norte de Raqqa e outras quatro aldeias. No mesmo dia, o Conselho Militar de Manbij anunciou que 200 de seus combatentes participariam da batalha por Tabqa, com um total de 350. As FDS avançaram na cidade de Tabqa novamente em 17 e 18 de abril, também capturando uma estação de rádio do ISIL. Em 19 de abril, as FDS capturaram 4 aldeias perto de Raqqa, bem como outras áreas. Em 20 de abril, eles capturaram pelo menos seis aldeias a norte de Raqqa. Mais aldeias e áreas foram capturadas pelas FDS a norte de Raqqa nos dias 21 e 22 de abril, incluindo Hazima e Mazrat Tishrin. Enquanto isso, foi relatado que a ISIL havia transferido sua capital para Mayadin, na província de Deir ez-Zor, e que ISIL havia centrado suas forças na província de Deir ez-Zor, transformando Mayadin em uma "capital secundária" para o ISIL. Em 24 de abril, o FDS capturou uma área do ISIL a norte da cidade de Raqqa, permitindo-lhes obter o controle de 13 aldeias.
Até 25 de abril, as FDS capturaram o distrito de Wahab, na cidade de Tabqa, durante um grande avanço nos seus flancos sul e oeste, o que aumentou o controlo das FDS da cidade para 40%. As FDS também destruíram uma célula do ISIL em Jazirat al-Ayd, permitindo-lhes proteger completamente a ilha. Enquanto isso, as duas frentes das FDS a norte de Raqqa se uniram, após a captura de várias aldeias em numa antigo área do ISIL. As FDS também anunciaram que haviam capturado a parte norte do Vale de Julab. Anunciaram em 28 de abril que haviam capturado os distritos de Nababila e Zahra da cidade de Tabqa. Enquanto isso, o YPG também ameaçou retirar-se da operação para capturar Raqqa, se os Estados Unidos não tomassem medidas para impedir os ataques da Turquia contra o grupo.
As FDS avançaram novamente na cidade de Tabqa em 30 de abril, afirmando que haviam capturado mais seis distritos e que o ISIL controlava apenas a parte norte da cidade perto da barragem de Tabqa. O SOHR afirmou que aas FDS controlavam ,pelo menos, 40% da cidade, incluindo mais da metade da área da Cidade Velha. Mais tarde, no mesmo dia, foi relatado que as FDS capturaram pelo menos 60% da cidade. No dia seguinte, as FDS afirmaram que haviam capturado completamente a área da Cidade Velha, deixando o ISIL no controlo de, apenas, as áreas mais novas da cidade ao lado da barragem. O SOHR declarou que controlavam cerca de 80% da cidade.
Em 2 de maio, as FDS declararam ter capturado cerca de 90% da cidade, durante relatos de negociações entre combatentes curdos e ISIL para permitir que o último se retirasse das áreas restantes sob seu controlo. Até 3 de maio, as FDS haviam quase capturado toda a cidade, excepto uma pequena área do norte e um distrito perto da barragem. O ISIL também realizou contra-ataques dentro e perto de Tabqa. Mais tarde, informou-se que um acordo foi alcançado para permitir que os demais combatentes do ISIL se retirassem da cidade, bem como da barragem. As FDS e seus comandantes, no entanto, negaram que tenha sido alcançado qualquer acordo, acrescentando que os confrontos ainda estavam em andamento contra o ISIL em uma aldeia perto de Tabqa e nos três distritos a norte da cidade, incluindo alguns militantes que estavam escondidos entre civis. Também em 3 de maio, um novo lote de 110 combatentes das Forças de Elite formou-se após treinar em Al-Hasakah. Os combatentes estão programados para participar na campanha de Raqqa.
Em 8 de maio de 2017, 100 combatentes árabes do norte de Raqqa começaram a treinar para se juntar ao YPG, para a ofensiva de Raqqa, com o treino definido para ser concluído no final do mês. Também em 8 de maio, as FDS anunciaram que capturaram o distrito do primeiro bairro da cidade de Tabqa que liga os três distritos mais novos da cidade à barragem. O avanço cortou os dois subúrbios restantes sob o controle ISIL da barragem. Além disso, as FDS também capturaram o hospital Watani. Também foi relatado que as FDS haviam capturado a aldeia de Sahel al-Khashab. O SOHR relatou que, embora alguns combatentes sírios do ISIL tivessem se retirado sob um acordo que permitisse as FDS assumir o controle de toda a cidade, outros combatentes ,que na sua maioria não eram sírios, se recusaram a se retirar e estavam entrando em conflito com as FDS, além de travar uma batalha semelhante a uma guerrilha. No dia 9 de maio, as FDS fizeram uma declaração de imprensa anunciando o relançamento da quarta fase da campanha após uma suspensão de 15 dias. No dia seguinte, as FDS e o SOHR anunciaram que a aliança havia capturado completamente a cidade e a barragem.

#### Recomeço da Fase 4
As FDS anunciaram que eles haviam retomado a quarta fase da campanha em 10 de maio. No dia seguinte, foi relatado que as FDS haviam capturado duas a três aldeias a norte da cidade de Raqqa. Mais tarde, eles capturaram outra aldeia a norte de Raqqa. Um contra-ataque de ISIL na cidade de Tabqa foi entretanto repelido. Em 12 de maio, foram capturadas duas aldeias na zona a norte, junto com uma fábrica de algodão. As agências de notícias curdas também declararam que as FDS haviam capturado uma sede local do partido no poder e a prisão usada pelos militantes. Até 14 de maio, as FDS capturaram três a quatro aldeias a norte de Raqqa. Cerca de sete a oito aldeias foram capturadas pelas FDS na região até 17 de maio, juntamente com cerca de 17 aldeias também relatadas capturadas.
Em 18 de maio, as FDS capturaram uma aldeia localizada a leste de Raqqa. No dia seguinte, duas aldeias, juntamente com uma fazenda, foram capturadas pela aliança. Até 21 de maio, duas aldeias foram capturadas com as FDS avançando dentro de 2 quilômetros da Barragem Baath. Até 23 de maio, outras duas aldeias foram capturadas perto da barragem. Outra aldeia foi capturada perto da barragem. Em 24 de maio, duas aldeias, incluindo a cidade de Hamrat Nasera, foram capturadas pelo FDS na zona ocidental, enquanto uma aldeia na zona oriental também havia sido capturada. No dia seguinte, as FDS capturaram a aldeia estratégica de Kadiran a norte da barragem. Enquanto isso, o Conselho Militar de Manbij enviou mais 2.200 combatentes. As FDS declararam, no dia seguinte, que mais de 1.000 homens da região de al-Tabqa se juntaram a ele no dia.
Após a captura de seis aldeias em 30 de maio, as Forças Democráticas Sírias (FDS), lideradas por Rojava, continuaram a avançar no dia 31, já que as unidades conseguiram assumir o controle da aldeia de Hunaydi e estabelecer o controlo sobre uma secção da rodovia M6, uma via de distribuição jihadista que corre verticalmente através do território do ISIS na Síria. Além disso, o ISIL retirou-se da aldeia de al-Assadiah. Efetivamente, as FDS agora sitiaram a base militar altamente fortalecida da Divisão 17, localizada directamente ao norte da capital provincial. Enquanto isso, aproximadamente 4.000 combatentes do ISIS estão esperando para combater as FDS em Raqqa.
Em 2 de junho, as FDS capturaram a cidade de Mansoura após uma batalha de 3 dias. Antes de as FDS a capturarem, Mansoura era a maior cidade ainda sob controle do ISIL a oeste de Raqqa. Até 4 de junho, as FDS capturaram totalmente a Barragem Baath.

### Fase 5:Batalha de Raqqa
Em 6 de junho de 2017, as FDS anunciaram o início da Batalha da cidade de Raqqa. A ofensiva veio do norte, leste e oeste de Raqqa. As FDS atacaram a base da 17ª Divisão e o distrito de Mashlab na parte norte da cidade. A batalha foi anunciada anteriormente pelas FDS como sendo a "quinta e última fase" da ofensiva.

### Avanço do Exército Árabe Sírio a ocidente de Raqqa
Em 12 de junho, o Exército Árabe Sírio (EAS), liderado pelas Forças Tigres, iniciou uma ofensiva nas posições ISIL na zona ocidental de Raqqa, ao sul da cidade de Maskanah, que recentemente capturou, em direção à estrada Ithriya-Tabqa, visando garantir sua principal via de fornecimento para Aleppo. Uma unidade de média dirigida pelo Hezbollah informou que as forças do governo avançaram 32 km ao sul de Maskanah, capturando as aldeias de Rajm Askar, Bir Inbaj, Zahar Um Baj, Jab Aziz, Jab al-Ghanem, Abu Sousa e Jab Abyadin na ofensiva. Uma fonte próxima das Forças Tigres disse que o Exército Sírio ocupou todas as áreas a oeste do campo de petróleo da Resafa. Al-Masdar News informou que os avanços de 13 de junho marcaram a primeira vez que as forças do governo tiveram alguma presença em torno do Tabqa, ocupado pelas FDS, em três anos. Em 18 de junho, um Su-22 da Força Aérea da Síria foi derrubada por um F-18E da Marinha dos EUA ao sul de Tabqa; O exército dos EUA posteriormente afirmou que o caça sírio havia sido interceptado depois de ter bombardeado posições das FDS. Tanto a pró-oposição OSDH como a pró-FDS Hawar News Agency negaram isso, no entanto, afirmando que o caça não atacou as FDS. O governo sírio disse que o Su-22 tinha bombardeado posições do ISIL quando foi destruído.
A cidade de Raqqa foi recapturada completamente pelas forças curdas, com apoio da coalizão aérea internacional (liderada pelos Estados Unidos) em 17 de outubro de 2017, embora alguns focos de resistência permanecessem.

## Administração civil do território capturado
Em 14 de novembro, a instituição civil das FDS, o Conselho Democrático Sírio (CDS), começou a trabalhar no estabelecimento de uma administração civil para dirigir a cidade de Raqqa após a expulsão do Estado Islâmico do Iraque e do Levante. A co-presidente do CDS, Îlham Ehmed, disse que "essa administração poderia ser um bom exemplo para a mudança democrática em Raqqa, especialmente que a cidade tem sido durante anos uma capital de facto para o grupo terrorista do ISIS. Essa conquista seria uma grande mudança no conjunto da situação na Síria e ajudaria o país a avançar para a estabilidade, mudança democrática. Raqqa será um exemplo para todo o país".
Em 8 de dezembro, o coronel John Dorrian, porta-voz da Operação Resolução Inerente, afirmou que "uma estrutura de governação representativa da população local", semelhante à de Manbij, está prevista para Raqqa. Em 10 de dezembro, Cihan Shekh Ehmed, porta-voz da operação liderada pelo FDS, disse que Raqqa seria administrado por um conselho civil eleito pelos locais depois de ter sido libertado. Em 27 de março de 2017, Salih Muslim Muhammad, co-presidente do Partido da União Democrática (PYD), disse que, assim que as FDS capturarem a cidade, "os povos de Raqqa são os que tomarão a decisão sobre tudo ". Se quisessem fazê-lo, Muslim disse, que poderiam escolher se unir ao Sistema Federal Democrático da Síria do Norte. No mesmo dia, o Conselho Civil provisório de Raqqa anunciou que assumiu a administração da zona rural oriental.
Durante uma reunião em Ayn Issa, em 18 de abril de 2017, atendido por chefes tribais e dignitários locais de Raqqa, as FDS anunciaram o estabelecimento oficial de um conselho civil para governar a cidade de Raqqa depois de ser capturada. Durante a reunião de delegados, incluindo representantes de árabes, curdos e turcomanos; Os co-presidentes Layla Mohammed e Mahmoud Shawakh al-Busran foram eleitos e foram criadas 14 comissões. As FDS afirmaram que um conselho militar, para fornecer segurança à cidade após a sua captura, será formado em breve. Em 20 de abril, o novo conselho civil também começou a operar nas áreas de Tabqa, lidando com a distribuição de alimentos para os moradores locais.
Em 15 de maio de 2017, foi feito um acordo para estabelecer uma "Assembleia Civil de Tabqa". Esta assembleia será temporária, uma vez que uma assembleia mais ampla será estabelecida com os conselhos após o retorno dos residentes.
Em 17 de maio de 2017, as Forças de Segurança Interna de Raqqa foram estabelecidas como nova unidade de polícia, com o primeiro curso de treino de 50 recrutas em Ayn Issa. Em 17 de junho, mais 150 recrutas juntaram-se às Forças de Raqqa. De acordo com um membro da unidade, as Forças de Segurança Interna de Raqqa consistem principalmente em árabes.